# 龙泉酒
龙泉酒是辽宁瓦房店出产的一系列白酒 、黄酒、和果酒，源于1959年成立的大连龙泉酒厂，其产品为龙泉牌山枣蜜酒、黄酒、白酒、起泡酒四大类。所产白酒为龙泉白酒，黄酒为龙泉黄酒。2015年因其所产龙泉野生山枣蜜酒被测出含铅量超标，其白酒和黄酒也遭连累，销量一度下滑。2017年9月因再次发生质量问题，公司从代理商召回野生山枣蜜酒，但次年同款野生山枣蜜酒又被测出含铅量超标。龙泉白酒和黄酒虽未有任何不合格，但被接二连三发生质量问题的同厂产品所拖累，销售量已不及从前。